# Langues mambiloïdes
Les langues mambiloïdes sont une branche de la famille de langues bantoïdes septentrionales. Elles sont parlées au Cameroun et Nigeria.